# Zuid-Afrika op de Olympische Zomerspelen 1920
Zuid-Afrika nam deel aan de Olympische Zomerspelen 1920 in Antwerpen, België. Er werden drie gouden medailles gewonnen op een totaal van 10.

## Medailles

### Goud
- Bevil Rudd — Atletiek, mannen 400m
- Clarence Walker — Boksen, bantamgewicht
- Louis Raymond — Tennis, mannen enkel

### Zilver
- Harry Davel, Clarence Oldfield, Jack Oosterlaak en Bevil Rudd — Atletiek, mannen 4x400m estafette
- Henry Kaltenbrun — Wielersport, mannen individueel tijdrijden
- William Smith en James Walker — Wielersport, mannen tandem
- David Smith, Robert Bodley, Ferdinand Buchanan, George Harvey en Frederick Morgan — Schieten, mannenteam 600m militair geweer

### Brons
- Bevil Rudd — Atletiek, mannen 800m
- James Walker, William Smith, Henry Kaltenbrun en Harry Goosen — Wielersport, mannen ploegenachtervolging
- Charles Winslow — Tennis, mannen enkel

Argentinië · Australië · België · Brazilië · Brits-Indië · Canada · Chili · Denemarken · Egypte · Estland · Finland · Frankrijk · Griekenland · Groot-Brittannië · Italië · Japan · Joegoslavië · Luxemburg · Monaco · Nederland · Nieuw-Zeeland · Noorwegen · Portugal · Spanje · Tsjecho-Slowakije · Verenigde Staten · Zuid-Afrika · Zweden · Zwitserland